# فاسیای کلیوی
لایهٔ فاسیای کلیوی (به انگلیسی: renal fascia یا Gerota's fascia) بافت همبند یا همان بافت پیوندی که سطح کلیه‌ها و غده فوق کلیوی را می‌پوشاند. لایه‌های عمیق تر لایهٔ فاسیای کلیوی شامل :پوشینه آدیپاز کلیوی، پوشینه کلیوی و در آخر پارانشیم برون‌بخش کلیه هستند.
فضای درون کلیه معمولاً به ۳ قسمت تقسیم می‌گردد شامل:
فضای پوش نفرونی
فضای شبه نفرونی درونی
فضای شبه نفرونی بیرونی
لایه‌های فاسیای کلیوی و فاسیای کلیوی از سمت جانبی با یکدیگر آمیخته می‌شوند و لایهٔ فاسیا جانبی (به انگلیسی: lateroconal fascia) را پدید می‌آورند که خودش با لایهٔ فاسیا عرضی (به انگلیسی: fascia transversalis) آمیخته می‌شود.